# Iveco 190 Turbo
La série IVECO 190 Turbo est un camion polyvalent lourd, porteur ou tracteur de semi-remorques, fabriqué par le constructeur  italien IVECO de 1981 à 1989. 

## Histoire
En 1981, la demande croissante de puissance des pays les plus difficiles, dont l'Italie en raison de sa géographie accidentée, oblige IVECO, la marque qui s'est substituée à Fiat V.I. en 1980 sur toutes les calandres des véhicules, à équiper ses camions lourds de moteurs turbocompressés.
La série Fiat-Iveco 170/190, dont les motorisations allaient jusqu'à 360 ch date de 7 ans et est remplacée par une série unifiée et appelée simplement Iveco 190 Turbo. Tous les modèles sont désormais équipés uniquement de moteurs turbocompressés. La cabine évolue et présente une face plus lisse. C'est la nouvelle cabine type "T Range" dont le logo IVECO sera bien mis en évidence au centre de la calandre. Les premières séries garderont les marques FIAT, UNIC, OM ou Magirus, en bas à droite de la calandre. Le pare-brise est plus haut et reçoit deux essuie-glace de dimensions très importantes au lieu des trois balais sur les 170/190 précédents.
Il fait partie de la très grande famille des camions lourds longs trajets de Fiat V.I.-IVECO. Ce véhicule gardera la double appellation Fiat-Iveco en Amérique Latine (Argentine et Brésil) où la marque IVECO n'a été introduite officiellement qu'en 1981, soit 6 ans plus tard qu'en Europe.
Il sera remplacé en 1984 par la série IVECO TurboTech et TurboStar pour couvrir la tranche lourde de transport de 18 à 44 tonnes.

## L'IVECO 190 Turbo en synthèse
- moteur Fiat 6 cylindres en ligne 8210.22 de 13 798 cm3 de cylindrée développant la puissance de 330 ch à 1 800 tr/min avec un couple impensable de 1 695 N m à 1 000 tr/min. Aucun camion ne disposait en série d'un moteur disposant d'autant de couple.
- moteur Fiat-Iveco V8 8280-20 de 17 174 cm3 de cylindrée développant la puissance record, pour l'époque, de 381 ch à 1 900 tr/min avec un couple impensable de 1 650 N m à 1 200 tr/min. Aucun camion ne disposait en série d'un moteur de plus de 350 ch.

Le client a le choix entre 3 boîtes de vitesses : Fuller 12513 à 13 rapports, ZF 16S160 à 16 rapports ou Fiat IM 8165 à 8 rapports plus convertisseur hydraulique.

### Caractéristiques techniques
- PTAC : sur porteur 4x2 : 18/19 t selon le pays, plus remorque de 18,0/20,0 t.
- PTAC : sur porteur 6x2 : 3e essieu arrière orientable et relevable, 20,0/24,0 t selon le pays, plus remorque de 18,0/20,0 t, soit un ensemble routier de 38 à 44 t selon le pays.
- PTRA tracteur semi remorques : version 190T : 38,0/44,0 t selon le pays.

Contrairement à l'habitude de l'époque passée en Italie comme dans bien d'autres pays, où les carrossiers spécialisés transformaient les camions porteurs 4x2 en 6x2 avec l'adjonction d'un essieu autodirecteur et relevable à l'arrière, le constructeur lance une version déjà équipée d'un troisième essieu, l'IVECO 220/240.
Progressivement, à partir de 1982, le logo IVECO au centre de la calandre restera seul. Les petits écussons des marques en bas à droite vont disparaître totalement.

### SERIE Lourde 190 Turbo
| Modèle                                              | Années de production | Type moteur  | Cylindrée cm3 | Puissance ch DIN | PTC en tonnes |
| --------------------------------------------------- | -------------------- | ------------ | ------------- | ---------------- | ------------- |
| Fiat 170/190.35N - porteur                          | 1976 - 1981          | Fiat 8280.22 | 17.174        | 352              | 18,0 - 44,0   |
| Fiat 170/190.35T - train routier 35/44 t selon pays | 1976 - 1981          | Fiat 8280.22 | 17.174        | 352              | 18,0 - 44,0   |
| Iveco 190.33 Turbo                                  | 1981 - 1985          | Fiat 8280.22 | 17.174        | 332              | 38,0/44,0     |
| Iveco 190.38 Turbo                                  | 1981 - 1985          | Fiat 8280.22 | 17.174        | 381              | 38,0/44,0     |
| Iveco 190.29 Turbo Argentine                        | 1994 - 1998          | Fiat 8210.22 | 13.798        | 286              | 19,0/44,0     |
| Iveco 190.33 Turbo Argentine                        | 1992 - 1998          | Fiat 8210.22 | 13.798        | 334              | 19,0/44,0     |

## La série IVECO 190 Turbo à l'étranger
En plus de l'Europe, la série 190 Turbo a aussi été produite à l'étranger :

### Turquie
La filiale de Fiat-Iveco en Tuquie, Otoyol, a produit pour son marché local l'Iveco 190.33 Turbo de 1988 à 1993.

### Argentine
Iveco Argentina a produit 532 unités de la gamme 190 Turbo sous l'appellation Fiat-Iveco 190.33 construit à partir de 1992 jusqu'en 1998. À partir de 1994, une version moins puissante Fiat-Iveco 190.29 est lancée pour compléter l'offre par le bas. Les deux modèles disposent du même moteur Fiat 8210.22, le fameux 6 cylindres en ligne de 13 798 cm3 le premier développant 334 ch à 2 000 tr/min avec un couple de 1 350 N m à 1 200 tr/min, le second taré à 286 ch. 
Ces deux modèles remplaçaient le précédent Fiat 619 qui sera resté en production de 1969 à 1994 avec une constante mise à jour de la cabine qui passera de la cabine "baffo' à la type "H" puis "T Range".

### Brésil
Fiat Diesel, l'ancienne filiale d'Alfa Romeo, F.N.M., rachetée en 1979, a produit à partir de 1982 le Fiat-Iveco 190.33 Turbo.

### Libye
Le constructeur d'Etat libyen Libyan Trucks and Bus Co., créé en 1975 avec le groupe Fiat qui détient 25 % du capital, a assemblé la gamme 190 Turbo dans son usine près de Tripoli.

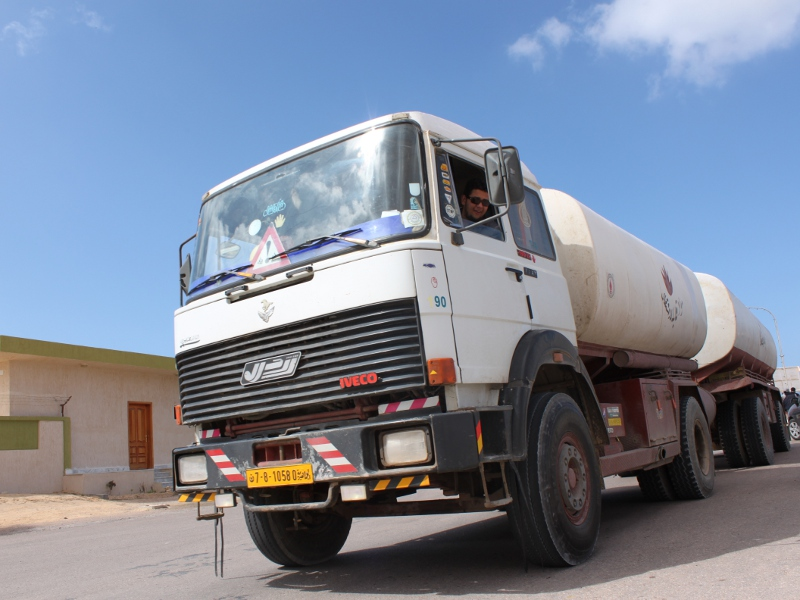
Un Iveco 190 Turbo fabriqué en Libye